# Главово-мишнична вена
Главово-мишничната вена (v. brachiocephalica) се сформира в горната част на гърдите зад гръдно-ключичната става при сливането на вътрешната яремна и подключичната вена.
Съществуват две главово-мишнични вени — лява и дясна, като последната е почти два пъти по-къса от лявата. От мястото на сливане на вътрешната яремна и подключичната вена дясната главово-мишнична вена се насочва надясно и надолу, като минава пред началната част на лявата сънна артерия и трахеята. Накрая двете главово-мишнични вени се сливат в една зад мястото, където I-во дясно ребро се съединява с гръдната кост за да формират горната празна вена.